# Boîtier (horlogerie)
Pour les articles homonymes, voir Boîtier.

Boitier de montre a motife de trefle

Le boîtier ou boitier est la principale protection de la montre. Il personnalise chaque modèle de montre.

## Composition
Le boîtier est composé de la carrure, partie principale (centrale) du boîtier, contenant l'ensemble mouvement / cadran / aiguilles, à laquelle sont fixés :
à l'extérieur
- l'ensemble tube et couronne permettant le remontage et la mise à l'heure ;
- la lunette (le cas échéant) ;
- la glace ou verre de montre ;
- le fond ;
- les joints d'étanchéité ;
- les cornes ou suivant les cas les couvre-anses : auxquels sont fixées de part et d'autre du boîtier les deux parties du bracelet, par des barrettes, respectivement une tige

à l'intérieur
- Le cercle et les brides, auxquels est fixé l'ensemble mouvement et cadran.